# Автоматичен пистолет „Стечкин“
Автоматичният пистолет „Стечкин“ (АПС) е създаден от руския оръжеен конструктор Игор Стечкин (1922 – 2001).
Пистолетът е изработен в Централното конструкторско бюро-14 и е приет на въоръжение в Червената армия през 1951 г. като лично оръжие на екипажите на бойни машини като танкисти, пилоти и др. „Стечкин“ се появява почти едновременно с „Макаров“ и това, както и фактът, че конструкторите им са близки приятели, определя и сходството между двете оръжия.
Предпазителят е комбиниран с превключвател на спусковия механизъм, даващ възможност за водене на автоматичен огън, заради което в конструкцията е въведено забавяне на отката на затвора. Лостчето на предпазителя е от лявата страна и има 3 положения – безопасно (np) полуавтоматично (OA) и автоматично (ABT). Когато е на предпазител, затворът не може да бъде издърпан назад. Въпреки оригиналния дизайн и високото качество „Стечкин“ е снет от производство за широка употреба, защото изработката му е сложна и скъпа.
След разпада на Съветския съюз „Стечкин“ става предпочитано оръжие в криминалните среди. Особено мрачна слава си спечелва модификацията на АПС със заглушител АПБ, доказала качествата си в Афганистан. Тази модификация е разработена от конструктора Неугодов през 1970-те години. Заглушителят се използва не само като средство за притъпяване на звука от изстрелите, но и балансира оръжието, като намалява скачането на цевта и увеличава устойчивостта при автоматична стрелба. В цевта има отвори след патронника, които отвеждат част от барутните газове извън цевта в тръба обхващаща цевта и излизаща пред дулния срез към която се прикрепя заглушител, като по този начин началната скорост на излитащия куршум намалява до подзвукова (290 м/сек). АПБ се използва успешно при специални операции.
| калибър            | 9х18 мм.      |
| дължина            | 22,5 см.      |
| височина           | 15,2 см.      |
| маса незареден     | 1,02 кг.      |
| маса зареден       | 1,22 кг.      |
| пълнител           | 20 патрона    |
| скорост на куршума | 320 м/сек     |
| скорострелност     | 850 изстр/мин |